# Санкрофт

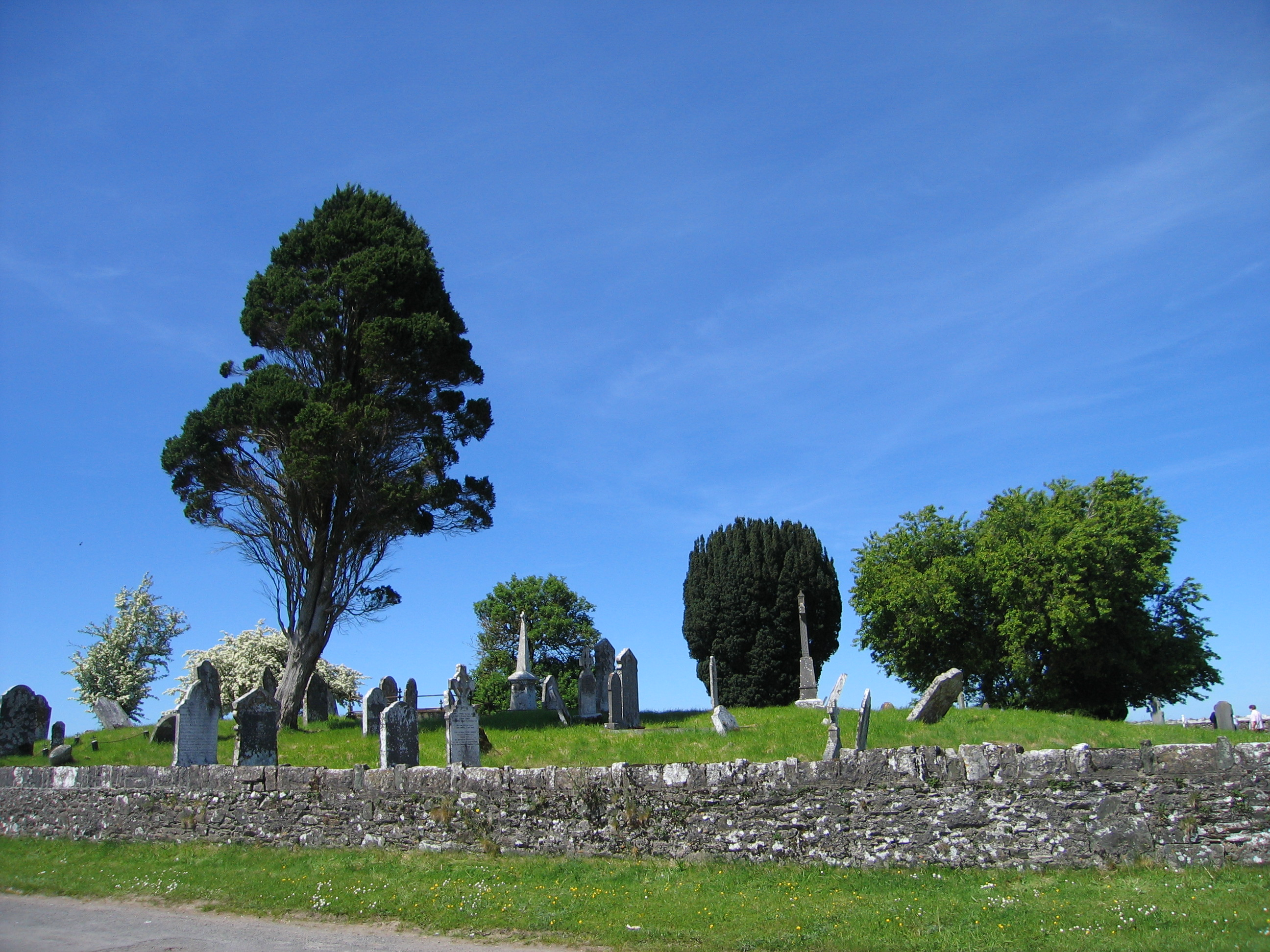
Кладбище

Санкрофт (англ. Suncroft; ирл. Crochta na Gréine) — деревня в Ирландии, находится в графстве Килдэр (провинция Ленстер).

## Демография
Население — 607 человек (по переписи 2006 года). В 2002 году население составляло 498 человек.
Данные переписи 2006 года:
| Общие демографические показатели |               |                               |                               |      |      |
| Всё население                    | Всё население | Изменения населения 2002—2006 | Изменения населения 2002—2006 | 2006 | 2006 |
| 2002                             | 2006          | чел.                          | %                             | муж. | жен. |
| 498                              | 607           | 109                           | 21,9                          | 325  | 282  |